# Basilica romana di Brescia
La basilica romana di Brescia fu, durante l'età romana, la basilica civile della città di Brescia, situata lungo il lato sud di piazza del Foro, in contrapposizione al Capitolium a nord. I resti dell'edificio, recuperati in lavori di restauro alla fine del Novecento, si trovano oggi in piazza Giovanni Labus, cioè sul retro dell'antica basilica.

## Storia

### La prima fase repubblicana e imperiale
La basilica viene eretta a Brixia in età flavia, tra il 69 e il 96 d.C., in concomitanza alla trasformazione del santuario repubblicano nel tempio capitolino giunto fino a noi. Gli scavi archeologici effettuati dalla Soprintendenza, infatti, hanno evidenziato, nei punti in cui il marmo era stato estratto in epoca medioevale, una più antica struttura di carattere monumentale: probabilmente, dunque, essa apparteneva al foro romano di età augustea; i ritrovamenti di questa precedente struttura hanno appunto evidenziato uno strato lastricato sul lato sud, limitato da dei plinti regolari sui quali poggiava probabilmente un portico. Come in tutte le città romane, comunque, la basilica rivestì un ruolo centrale nell'amministrazione della giustizia e nel commercio. 

### L'edificio nel tardo-antico e primo medioevo
Nel più ampio contesto di trasformazioni e decadenza degli edifici civili durante l'età Tardo Antica, anche la stessa basilica perde la sua funzione originaria e viene spogliata dei suoi rivestimenti marmorei; essa tuttavia resta sostanzialmente invariata nelle sue strutture sino all'VIII secolo. 
A questo periodo infatti si sono ritrovati reperti che testimoniano lo sporadico uso dell'area per abitarvi, per pascolare il bestiame e per lo scolo di materiali di scarto. Durante il medioevo l'edificio viene riutilizzato come abitazione civile e variamente ripartito, perdendo a poco a poco l'architettura originaria. 
Da questo momento in poi, l'edificio non subisce più alcun intervento fino al radicale restauro avvenuto tra il 1993 e il 1998, che ha interessato sia il palazzo, sia l'area circostante. I lavori hanno portato alla luce ampi tratti delle pavimentazioni originali in marmo, interne ed esterne, e numerosi lacerti delle architetture di facciata, in generale ben conservati.
Alla fine del Novecento, il palazzo sorto sui resti della basilica è stato convertito a sede della Soprintendenza per i beni archeologici, con una parte adibita a museo pubblico dove sono esposti alcuni reperti emersi durante gli scavi.

## Descrizione e possibile ricostruzione
La struttura originaria della basilica, nell'ottica del complesso monumentale del foro romano, ne occupava la parte meridionale e costituiva dunque un'altrettanto imponente struttura al confronto del Capitolium, invece situato sul lato più settentrionale. Questi due edifici chiudevano idealmente il foro dai due lati più estremi e corti, mentre sui lati più lunghi vi erano due file di porticati per ciascuna, in cui erano situati i tipici negotia. Il fronte della basilica stessa comunque era ricco di aperture che consentivano alla luce di penetrare nella grande aula centrale: vi erano infatti tre portali d'ingresso, dodici finestre alternate rispettivamente da paraste corinzie su delle basi attiche; i capitelli, anch'essi di ordine corinzio, erano perlopiù composti da due corone di foglie d'acanto, i quali sorreggevano un architrave fatto da varie fasce aggettanti e descrescenti. I motivi decorativi più utilizzati vedevano l'alternarsi di decorazioni vegetali, ad astragali e a perline, motivi tuttora visibili nelle pareti esterne.
Il pavimento interno della unica grande aula, di 47,80×19,10 m, era fatto in marmo, ora bianco ora grigio, a delineare uno schema a decorazione di grandi quadrati, quindi reticolare. Il pavimento del portico esterno era simile, se non per il fatto che esso presentava una decorazione più serrata e con i colori invertiti. Invece, in netta contrapposizione all'austerità cromatica dei pavimenti, le pareti interne dell'edificio erano costituite da varie lastre di marmi policromi, con la presenza sia di marmi asiatici che greci: su questo fondale assai vivace erano affissi targhe votive o onorarie, oppure mense e fontanelle.

## Galleria d'immagini

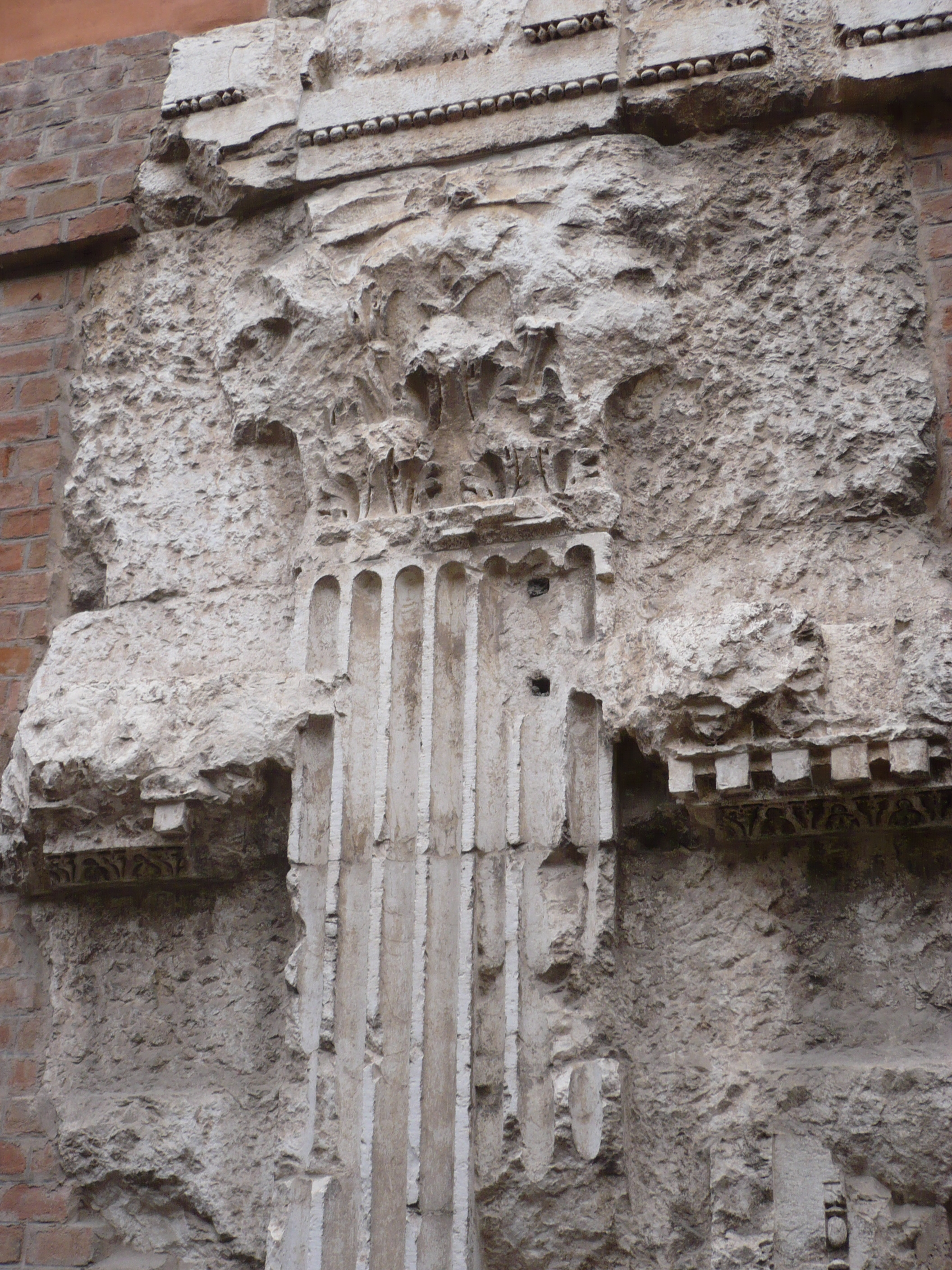
Dettaglio dei resti
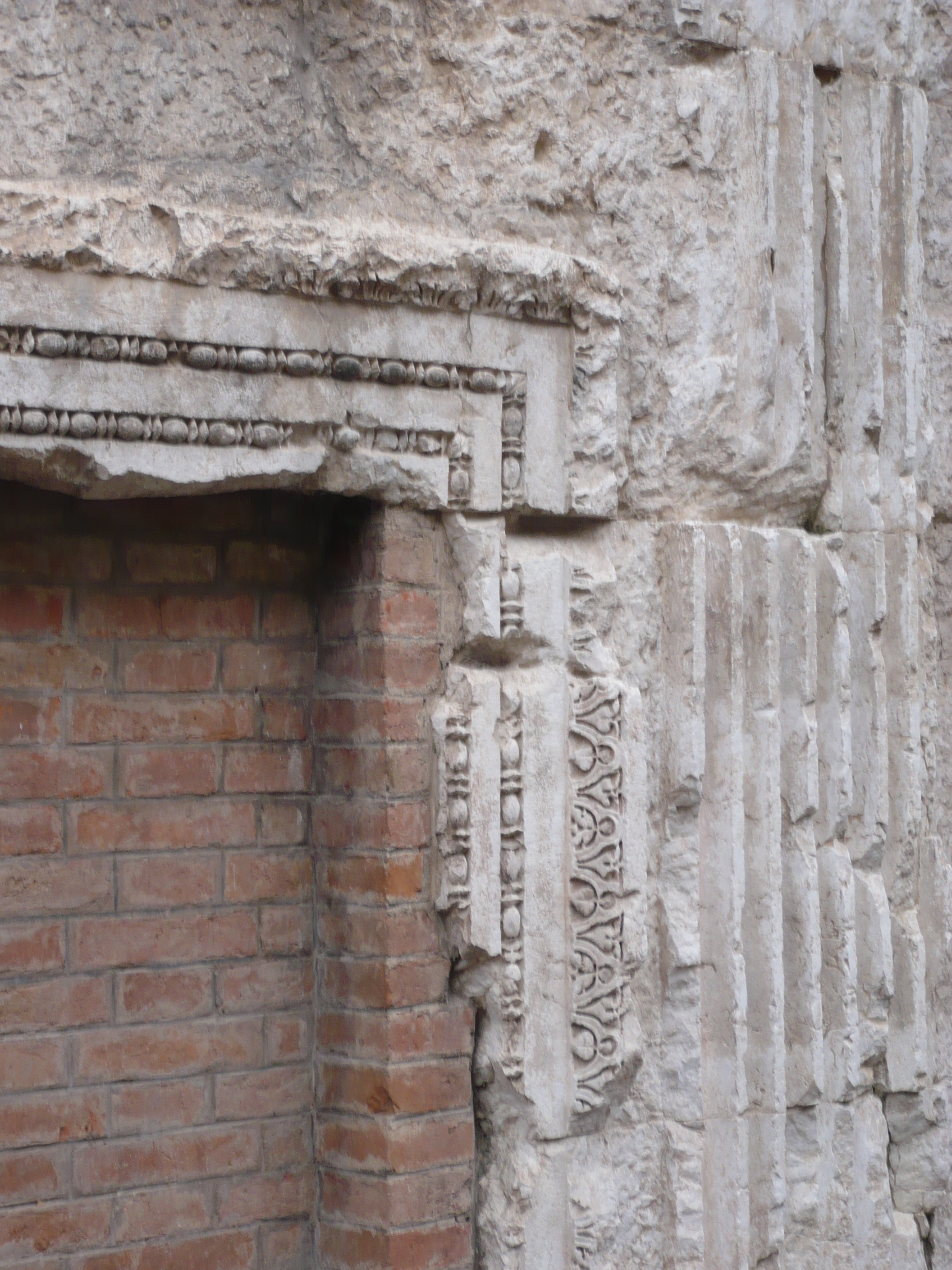
Dettaglio dei resti
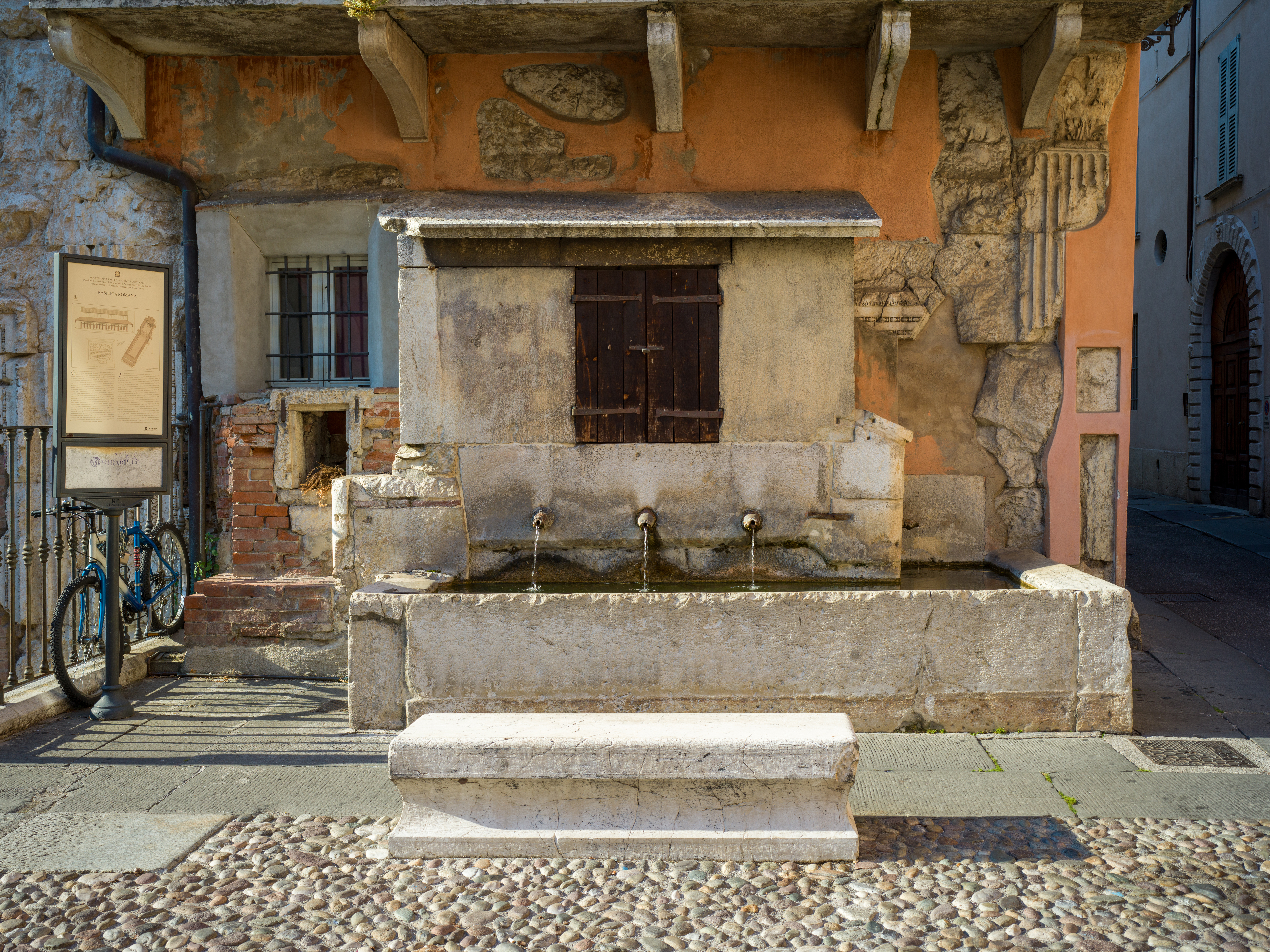
La fontana posta in prossimità dei resti della basilica romana
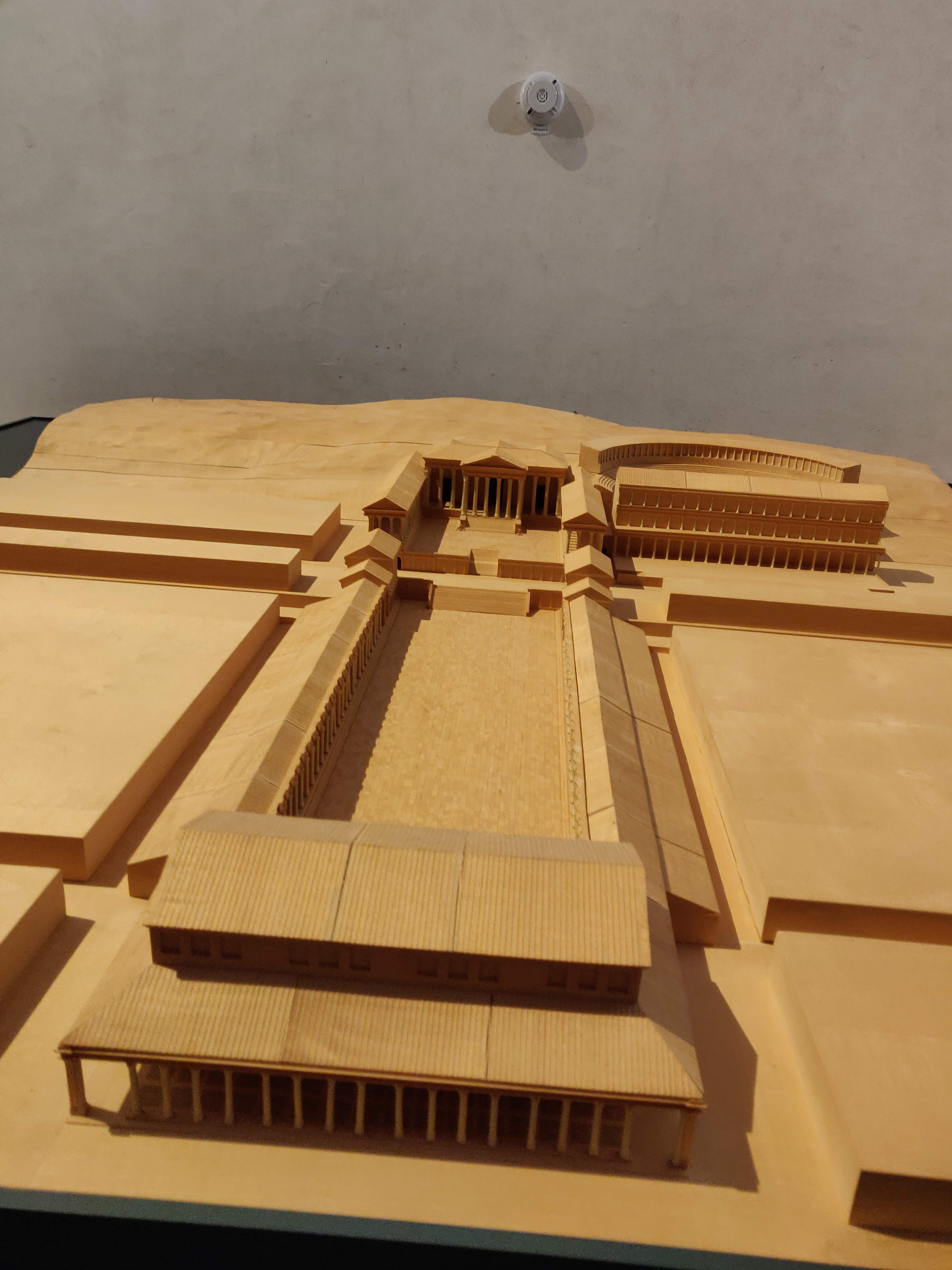
Un plastico conservato nel museo di Santa Giulia e raffigurante la possibile ricostruzione del complesso monumentale del foro romano di Brescia di età flavia